# Ptyonoprogne
El género de aviones Ptyonoprogne comprende cuatro especies de aves paseriformes dentro de la familia Hirundinidae: P. rupestris, P. fuligula, P. obsoleta y P. concolor. Están estrechamente relacionados entre sí y se los ha considerado a veces una sola especie. También lo están con las golondrinas de Hirundo y algunos especialistas ubican estas especies dentro del género. Son pequeños aviones con partes superiores color marrón, partes de abajo más claras sin una banda en el pecho y una cola cuadrada con manchas blancas. Se los distingue por su tamaño, el colorido de sus partes superiores e inferiores y algún detalle menor en el plumaje. Su aspecto físico es similar al del avión zapador, que es más claro y sí tiene banda en el pecho.
Estas especies habitan zonas rocosas y montañosas, aunque también conviven con el hombre. P. fuligula, de África y P. concolor, del sur de Asia son residentes, mientras que P. rupestris es un migrante parcial; las aves cuyo rango de distribución comprende el sur de Europa suelen ser residentes, pero algunas de las que viven al norte y la mayoría de las de Asia son migratorias, por lo que hibernan al norte de África o en la India. No suelen formar colonias de apareamiento, sino que, por el contrario, son más gregarias fuera de esa temporada. Estos aviones construyen nidos de barro bajo salientes de acantilados o en grietas de sus hábitats montañosos, aunque también se adaptaron a los «acantilados artificiales», edificios y carreteras. Suelen poner hasta cinco huevos pardos por nidada y pueden tener una segunda más adelante. Las aves del género se alimentan principalmente de insectos atrapados en pleno vuelo y patrullan los acantilados cerca del nido con un vuelo lento de caza mientras buscan sus presas. A su vez, son presa de halcones y contraen ácaros y pulgas, pero sus grandes rangos y poblaciones indican que ningún avión del género se considera amenazado, por lo que figura en la Lista Roja de la UICN como especie bajo preocupación menor.

## Taxonomía
Las tres especies de Ptyonoprogne son el avión roquero (P. rupestris), descrito dentro del género Hirundo por el naturalista italiano Giovanni Antonio Scopoli en 1769; el avión isabelino (P. fuligula), descrito por el zoólogo alemán Martin Lichtenstein en 1842 y el avión oscuro (P. concolor), descrito por el ornitólogo y soldado británico William Henry Sykes en 1832. El ornitólogo alemán Heinrich Gustav Reichenbach los trasladó al género Ptyonoprogne en 1850. El nombre del género deriva del griego ptuon (φτυον), «abanico», en referencia a la forma de la cola cuando está abierta y Procne (Πρόκνη), una doncella mitológica transformada en una golondrina.
Las especies de Ptyonoprogne son miembros de la familia de los hirundínidos y están dentro de la subfamilia Hirundininae, que comprende a las golondrinas y aviones, excepto al avión de río africano, una especie muy diferente. Los estudios de secuencia de ADN sugieren que hay tres grandes grupos en Hirundininae, relacionados sobre todo por el tipo de nido que fabrican. Estos grupos son los «aviones principales», incluyendo especies que escarban como el avión zapador; los que «adoptan» nidos, como la golondrina bicolor, que utiliza cavidades naturales; y los que construyen su nido con barro, como las especies de Ptyonoprogne. Las especies de Hirundo también construyen nidos abiertos, mientras que los aviones de Delichon fabrican uno cerrado y las golondrinas de los géneros Cecropis y Petrochelidon realizan uno cerrado con forma de retorta y un túnel de entrada.
El género Ptyonoprogne está relacionado en forma cercana con el amplio género de golondrinas Hirundo, pero un análisis de ADN mostró que un género Hirundo coherente debería también incluir al grupo de las aves que construyen con barro su nido. Aunque los nidos de los aviones dentro de Ptyonoprogne recuerdan a las especies Hirundo típicas como la golondrina común, el estudio de ADN demostró que si los aviones dentro de Delichon se consideran un género aparte, como normalmente se hace, Cecropis, Petrochelidon y Ptyonoprogne también deben estar separados.
Estas especies se han considerado conespecíficas; sin embargo, las subespecies del norte de África y la Península arábiga de P. fuligula a veces se describían como avión pálido (P. obsoleta), aunque según numerosas fuentes,  se trata de una especie separada.

## Descripción
Estos aviones miden de doce a quince centímetros de longitud y poseen un plumaje de tono marrón o gris monótono y una cola corta y cuadrada, con pequeñas manchas blancas cerca de las puntas de las plumas en la cola y en la parte central. Los ojos son marrones, el pico, pequeño y negro y las patas son de un marrón rosado. Ambos sexos son similares, pero los más jóvenes poseen un plumaje más claro en la parte superior y las plumas de vuelo. Las especies difieren en los tonos del plumaje y en tamaño; P. rupestris es significativamente más grande que los demás. El vuelo es lento, aunque realizan rápidos aleteos combinados con planeos largos con las alas extendidas. Los cantos de estas aves son simples gorjeos y las llamadas de contacto incluyen un sonido agudo que puede ser repetido o no, o bien un llamado del estilo de Delichon urbicum.
Estos aviones poco llamativos pueden ser confundidos entre sí, o bien con los aviones de arena del género Riparia. Hasta las especies más pequeñas del género son ligeramente más grandes y más robustas que Riparia riparia y Riparia plaudicola, además de poseer manchas blancas en su cola, a diferencia de este género. En los lugares donde los rangos de distribución de las especies de Ptyonoprogne se superponen, P. rupestris se distingue por ser más oscuro, un 15% más grande que P. fuligula y de mayor tamaño y de un tono más claro, particularmente en la parte baja, que P. concolor. Las manchas blancas en la cola del avión roquero son significativamente mayores que las de las otras especies del género. Hacia el este de su rango de distribución, el avión isabelino siempre posee una parte baja más clara y contrastada que el avión oscuro.

## Distribución y hábitat

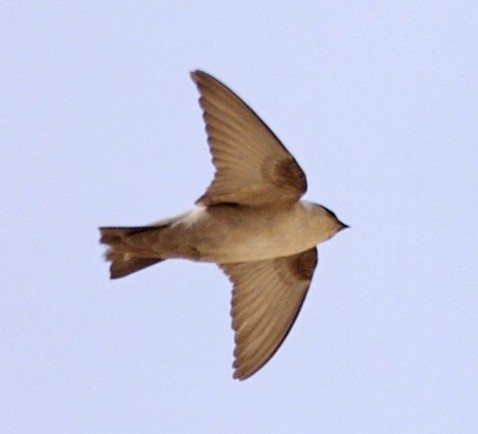
El avión pálido durante su vuelo.

Estas especies son exclusivas del Viejo Mundo. El avión isabelino vive en distintas zonas de África y del Medio Oriente, hasta Pakistán. En la India e Indochina se puede encontrar, en su lugar, al avión oscuro. El avión roquero habita desde la península ibérica hasta el norte de África, pasando por el sur de Europa, el Golfo Pérsico y los Himalayas, hasta China. Las poblaciones de P. rupestris son migratorias; estas aves euroasiáticas hibernan en el norte de África, en Senegal, Etiopía y el Valle del Nilo. Por su parte, las que se encuentran en Asia migran hacia el sur de China, el subcontinente indio y el Medio Oriente. Algunas aves europeas se quedan en el Mediterráneo y, como las poblaciones en áreas más cálidas como la India, Turquía y Chipre, se trasladan a tierras más bajas después de haberse reproducido. El avión oscuro y el isabelino son especies residentes pese a sus migraciones locales tras la reproducción, momento en el que muchas aves descienden a altitudes menores. De todas formas, algunas subespecies norteñas de P. fuligula de África y el sur de Arabia hibernan más hacia el sur junto a las subespecies locales de Etiopía, Mali y Mauritania.
Estos aviones habitan en acantilados áridos, cálidos y llenos de salientes en áreas montañosas con peñascos y desfiladeros y el avión roquero llega a una altura de cinco mil metros en Asia central. El uso de edificios como «acantilados artificiales» ha hecho que la zona de reproducción se extienda hacia áreas más bajas, particularmente para P. rupestis y P. concolor, a diferencia de P. fuligula, que vive en pueblos deshabitados. En el sur de Asia, el avión roquero a veces se suma a las bandadas del avión oscuro y habitan en comunidades en las salientes de los acantilados o en edificios en invierno.

## Comportamiento

### Reproducción

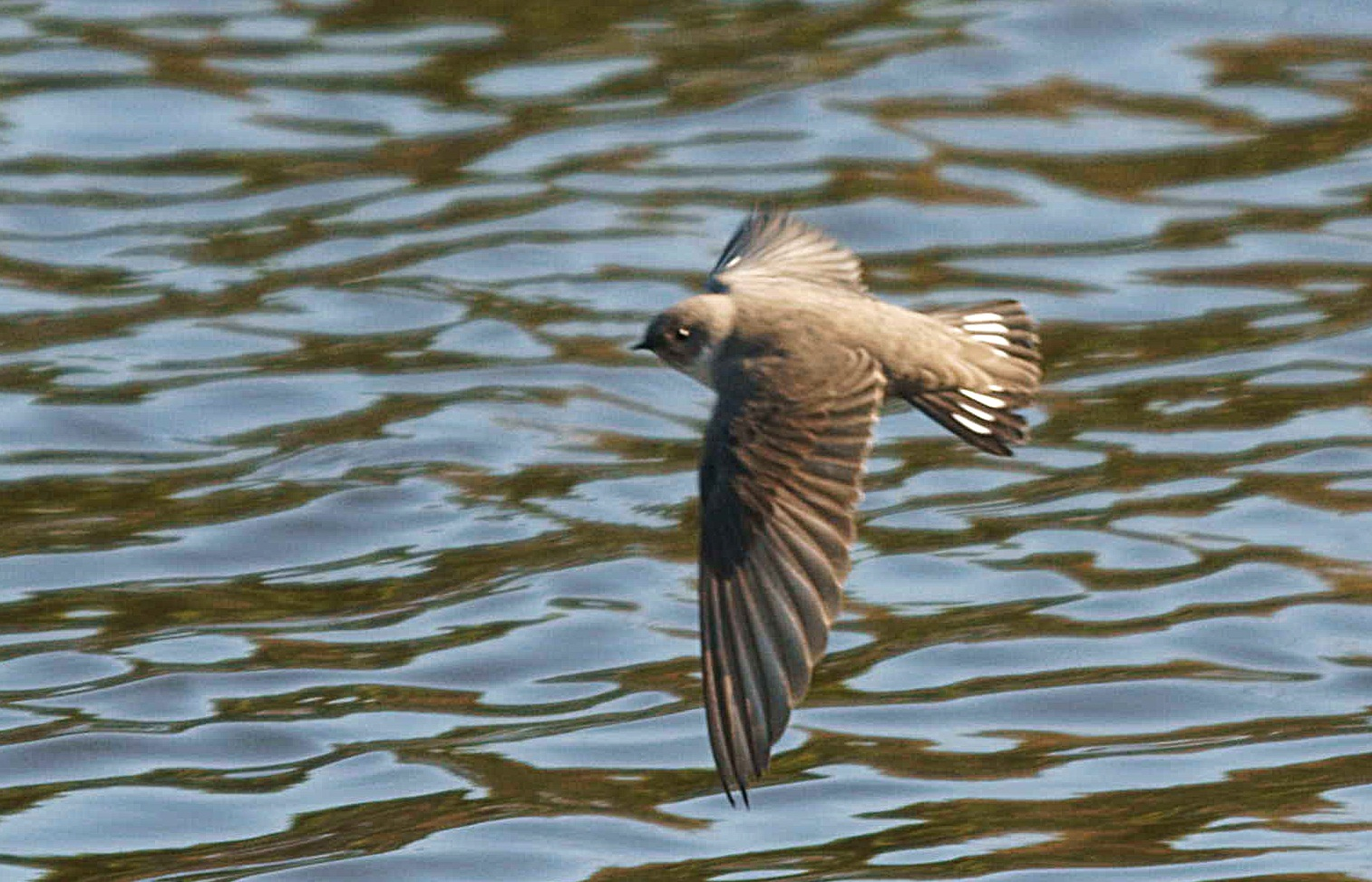
El avión roquero volando sobre el agua.

Las parejas de estos aviones generalmente anidan a solas, aunque si hay pocos espacios adecuados para ello pueden formar pequeñas colonias, algo más común en el sur del Sahara, donde se han registrado colonias de cuarenta parejas. Estas aves defienden el territorio de su nido en forma agresiva contra sus coespecíficos y otras especies. En África, la reproducción varía según la geografía y las condiciones climáticas locales, si bien es normal que esto se dé desde abril a junio en Asia. En común que tengan dos o tres crías en una temporada. Además, el nido, construido por ambos adultos en varias semanas, está hecho de barro y revestido de una capa de pasto seco fina y a veces de plumas y tiene forma de media taza cuando se lo fabrica bajo una saliente de una pared vertical o acantilado, aunque también tiene forma de recipiente, como el de la golondrina común, cuando está sobre una cornisa protegida. El nido puede ser hecho sobre una superficie vertical, en una grieta o en una estructura fabricada por el hombre, y puede ser reutilizado para las futuras crías en años siguientes.
Normalmente ponen de dos a cinco huevos blancos con manchas marrones, rojizas o grises, particularmente hacia los polos. El tamaño del huevo va desde una medida promedio de 20,2 x 14 mm con un peso de 2,08 g (P. rupestris) a 17,7 x 13 mm con un peso de 1,57 g (P. concolor). Los dos adultos incuban los huevos por un período de trece a diecinueve días y alimentan a los pichones como mínimo diez veces por hora hasta que emplumecen, de 24 a 27 días más tarde. Los polluelos emplumecidos siguen siendo alimentados por los padres por un tiempo más hasta que pueden volar.

### Alimentación
Estos aviones se alimentan básicamente de insectos que cazan en pleno vuelo, aunque a veces lo hacen en el suelo. Durante la etapa de reproducción, estas aves suelen volar alrededor de una superficie rocosa para atrapar insectos con sus picos y alimentarse cerca del nido. Para mantener la frecuencia con la que alimentan a los pichones, los adultos ubican el nido cerca de las mejores zonas de caza, dado que cuanto menos deban volar para atraparlos, más rápido podrán dar comida a sus polluelos. Otras veces, suelen cazar a ras del piso. Los insectos que capturan dependen de los que habiten en dicha zona, pero en general incluyen mosquitos y otros dípteros, arañas, hormigas y escarabajos. Los aviones suelen alimentarse en forma solitaria, pero a veces se juntan grupos de variado tamaño si hay comida abundante, como cuando los insectos están huyendo de incendios forestales. El avión roquero también se alimenta de especies acuáticas como plecópteros, tricópteros o zapateros. Las paredes del acantilado generan ondas estacionarias en el aire, que hacen que los insectos se concentren cerca de las áreas verticales. Los aviones se aproximan a las paredes cuando cazan y cuentan con sus maniobras precisas y su habilidad para realizar giros cerrados.

## Predadores y parásitos
Los aviones son presa de aves ágiles y rápidas como los alcotanes africano y europeo, quienes cazan esta clase de pájaros en pleno vuelo. Además, son cazados por otros halcones, como el halcón de Taita y el halcón peregrino, entre otros. Los cuervos suelen atacar en bandada a los aviones roqueros durante su migración. También la especie suele tener una relación de predación con el cernícalo vulgar, el gavilán, el arrendajo y el cuervo común, si se acercan al nido. El avión oscuro también es parte de la dieta del falso vampiro mayor.
Estos aviones pueden alojar parásitos, entre los que se encuentran ácaros que se alimentan de sangre pertenecientes al género Dermanyssus, como D. chelidonis, y los ácaros nasales Ptilonyssus ptyonoprognes. Las principales especies de invertebrados halladas en nidos de Ptyonoprogne incluyen la garrapata Argas africolumbae en los nidos de P. fuligula y el díptero Ornithomya y la pulga Ceratophyllus nanshanensis en los nidos de P. concolor.

## Estado de conservación
Estas tres especies tienen grandes rangos de distribución, expandidos por el uso de lugares artificiales donde construir los nidos, y poblaciones numerosas. El avión isabelino suele habitar en las tierras más bajas y en los pueblos deshabitados; el rango del avión roquero se expande hacia Austria, Suiza, la ex Yugoslavia, Rumania y Bulgaria, mientras que el avión oscuro se distribuye hacia el noreste, en regiones como Guangxi, el sur de Laos y, más hacia el oeste, las colinas y planicies de Sindh.  Hay, además, un reporte sin confirmar procedente de Camboya. Su rango de distribución amplio y sus números, presumiblemente altos, significan que ningún avión del género parece estar amenazado y todas las especies son de preocupación menor en la Lista Roja de la UICN.